# Puzzle Agent
Puzzle Agent (ou Nelson Tethers: Puzzle Agent) est un jeu pilote publié et développé par Telltale Games basé sur la série Grickle de Graham Annable.
Il a pour suite Puzzle Agent 2.

## Jouabilité
Il s'agit d'un jeu d'aventure racontant une enquête de l'agent Tethers, constituée d'énigmes et autres casse-têtes. À ce titre, le jeu est comparable à la série Professeur Layton.

## Synopsis
Le FBI envoie l'agent Nelson Tethers, du département de résolution des casse-têtes, pour enquêter sur la fermeture de la fabrique de gommes à effacer installée à Scoggins, dans le Minnesota. Il s'agit d'une mission importante, puisque cette fabrique fournit habituellement la Maison Blanche en gommes à effacer.

## Clins d'œil
Le jeu fait référence aux œuvres suivantes :
- Le chapeau de l'agent Tethers et la neige omniprésente rappellent le film Fargo.
- Le petit village isolé, les habitants discrets et les mœurs étranges de certains d'entre eux sont visiblement tirés de l'œuvre de David Lynch Twin Peaks. Il est même question d'une loge.